# American Registry for Internet Numbers

Logo de l'ARIN.

L'American Registry for Internet Numbers (ARIN) est un registre Internet régional (RIR) qui dessert le Canada, les États-Unis et des îles des Caraïbes et de l'Atlantique. Il gère la distribution des adresses IPv4, IPv6 ainsi que les numéro d'Autonomous System (AS). L'ARIN est une association non commerciale établie à Chantilly en Virginie. Actif depuis 1997, c'est l'un des cinq RIR du monde.